# Outrage (pel·lícula de 2010)
Outrage (títol original en japonès: アウトレイジ, Autoreiji) és una pel·lícula japonesa del 2010 sobre yakuzes, dirigida, escrita, muntada i protagonitzada per Takeshi Kitano. Va competir per la Palma d'Or al Festival de Cinema de Canes del 2010. La pel·lícula es va doblar a la llengua catalana. El 2012 va sortir la seqüela Beyond Outrage.

## Repartiment
- Takeshi Kitano (Beat Takeshi) com a Otomo
- Kippei Shiina com a Mizuno
- Ryo Kase com a Ishihara
- Tomokazu Miura com a Kato
- Jun Kunimura com a Ikemoto
- Tetta Sugimoto com a Ozawa
- Takashi Tsukamoto com a Iizuka
- Hideo Nakano com a Kimura
- Renji Ishibashi com a Murase
- Fumiyo Kohinata com a Detectiu Kataoka
- Soichiro Kitamura com a Sekiuchi
- Yuka Itaya com a Otomo xicota
- Naoko Watanabe com a xicota de Mizuno
- Yukiyo Tanahashi com a Hostessa
- Tao Okamoto com a Shizoka
- Hiroyuki Sanada com a Dekisugi
- Rila Fukushima com a Jaiko

## Producció
Seguint la línia de realitzar pel·lícules poc convencionals i amb un marge èxit comercial limitat, Takeshi Kitano es va decidir per fer Outrage com a pel·lícula sense cap altra ambició que per entreteniment. La pel·lícula va ser produïda per Office Kitano amb Bandai Visual, TV Tokyo i Omnibus Japan. Pel suggeriment del productor, cap actor del repartiment havia aparegut anteriorment en cap pel·lícula de Kitano a excepció del mateix Takeshi Kitano. Va ser rodada en format Cinemascope del 23 d'agost al 23 d'octubre del 2009. Les localitzacions inclouen Kobe i la Prefectura d'Ibaraki.

## Estrena
La pel·lícula va ser preestrenada dins de competició al Festival de Canes del 2010 el 17 de maig de 2010. L'estrena japonesa va ser el 12 de juny a través d'una col·laboració entre Office Kitano i la filial japonesa de Warner Bros. La pel·lícula va tenir uns ingressos d'1,597,856 dòlars (146,363,610 ien) a 155 sales durant el cap de setmana de l'estrena. El 4 de juliol del 2010, Box Office Mojo va informar que el total d'ingressos era de 7,230,528 dòlars (634,117,307 ien) al mercat domèstic.

## Recepció
Jesse Cataldo de Slant Magazine va donar un 3.5 de 4 estrelles. Keith Phipps de The A.V. Club va donar a la pel·lícula una "C", i Kevin Jagernauth de IndieWire va valorar a la pel·lícula amb un "C-". Rob Nelson de Variety va criticar favorablement la pel·lícula.

## Banda sonora
Kitano torna amb Keiichi Suzuki (鈴木 慶一, nascut el 28 d'agost de 1951) per fer la banda sonora completa del seu film, el mateix compositor amb qui ja havia col·laborat per fer la banda sonora completa de Zatoichi i amb qui tornarà a col·laborar per la seqüela Beyond Outrage.